# Abraxas asemographa
Abraxas asemographa är en fjärilsart som beskrevs av Eugen Wehrli 1931. Abraxas asemographa ingår i släktet Abraxas och familjen mätare. Inga underarter finns listade i Catalogue of Life.